# José Luis López (luchador)
José Luis López más conocido como José Luis, (Galicia 6 de abril de 1934) es un exluchador profesional, uno de los máximos exponentes de la lucha libre en la Argentina. Formó parte de la troupe de Martín Karadagián en Titanes en el Ring.

## Biografía
José Luis López nació en Orense, (España) llegó a la Argentina a los 18 años. En 1964 se incorporó a Titanes en el Ring, que se emitía por Canal 9. Alcanzó la fama en la década del 70, como José Luis, el campeón español. Una de sus mejores peleas fue contra El Ancho, Rubén Peucelle, en el estadio Luna Park. También realizó combates contra Karadagián y La Momia.
En 1973 participa de la película Titanes en el ring. Y en 1984 aparece en Titanes en el ring contraataca.
José Luis López se retiró de la lucha profesional en 1988, en el programa Lucha fuerte que se emitía por Canal 2 de La Plata.